# Sine Missione 2
Sine Missione 2 is een muziekalbum van de Nederlandse pagan-folkband Omnia, dat in 2002 uitkwam.

## Nummers
1. Saltatio
2. Prayer for Apollo (Sacrificium)
3. In taberna Pomona
4. Morpheus
5. Odi et Amo
6. Epona
7. Mars
8. Morrigan
9. Dionysos
10. Prayer for Isis
11. Cernunnos
12. Telethusa
13. Flora
14. Priapus
15. Mars reprise